# Гурджи капы
Гурджи капы (тур. Gürcü Kapı) — название одних из городских ворот, расположенных как минимум в трёх городах Османской империи — Стамбуле, Эрзуруме и Кайсери.

## Гурджи капы вСтамбул
Галата, один из районов Стамбула, веками привлекал грузинское сообщество. После падение Константинополя под осадой Османской империи в 1453 году этот район был назван «Гурджи капы», что означало место, принадлежащее грузинам. Здесь, в Галате, грузины имели свое собственное церковь, названное Церковью Святого Петра. Большинство грузин поселились в районе Гурджи капы в XVII веке. Это были грузины-католики, переселившиеся из Месхетии. Некоторые из них также оселились во Везир-Хане в районе Чемберлиташ. Грузины, проживавшие в Гурджи капы, занимались мелкими производством и торговлей. Они в основном продавали ножи и ручное оружие, особенно своего собственного производства.
Согласно документу от 1793 года, Гурджи капы в Галате упоминаются вместе с Воротами Ба и Баликпазары.

## Гурджи капы вЭрзерум
История Гурджи капы в Эрзерум связываясь с периодом Османской империи. Ворота получили свое название благодаря пути, ведущему к землям исторической Грузии. С течением времени Гурджи капы был разрушены и не сохранились до наших дней. Однако, улица, на которой она располагалась, по сей день носит название улицы Гурджи капы. Важным элементом этого района также была мечеть, построенная в 1608 году на месте Гурджи капы, которая сегодня известна как мечеть Гурджи капы. В своих записях Эвлия Челеби описывает этот район как «Пригород Гурджи капы», который служил торговым центром и населенным пунктом с высоким процентом не-мусульманского населения в XVII веке.

## Гурджи капы вКайсери
Гурджи капы в городе Кайсери располагался на южной части замка Кайсери, между Кычы капы и Бояджы капы. Эта городская стена, находившаяся в районе Меликгази в пределах современной муниципальной территории, получила название из-за расположения в Грузинском районе, где проживали грузины. Грузинский район сформировался при освоении грузинами в период Анатолийских Сельджуков. Количество домохозяйств в этом районе в 1500 году составляло 33. Однако, к 1834 году осталось лишь 3 грузинских домохозяйства, и большинство населения составляли греки и армяне.
В Грузинском районе находилась грузинская баня, построенная Мимаром Синаном при участии Гурджи Осман-паши в XVI веке. Однако, эта баня была снесена, и на ее месте были построены другие здания. Кроме бани, здесь также была мечеть, называемая Грузинской мечетью. В последние регуляции грузинский район был объединен с районом Камыкебир. Одна из улиц в этом районе по сегодняшний день называется Улицей Гурджи.